# نیدره بورده
نیدره بورده (به آلمانی: Niedere Börde) یک شهر در آلمان است که در Börde واقع شده‌است. نیدره بورده ۷٬۶۸۰ نفر جمعیت دارد.